# AVG (spoorwegterm)

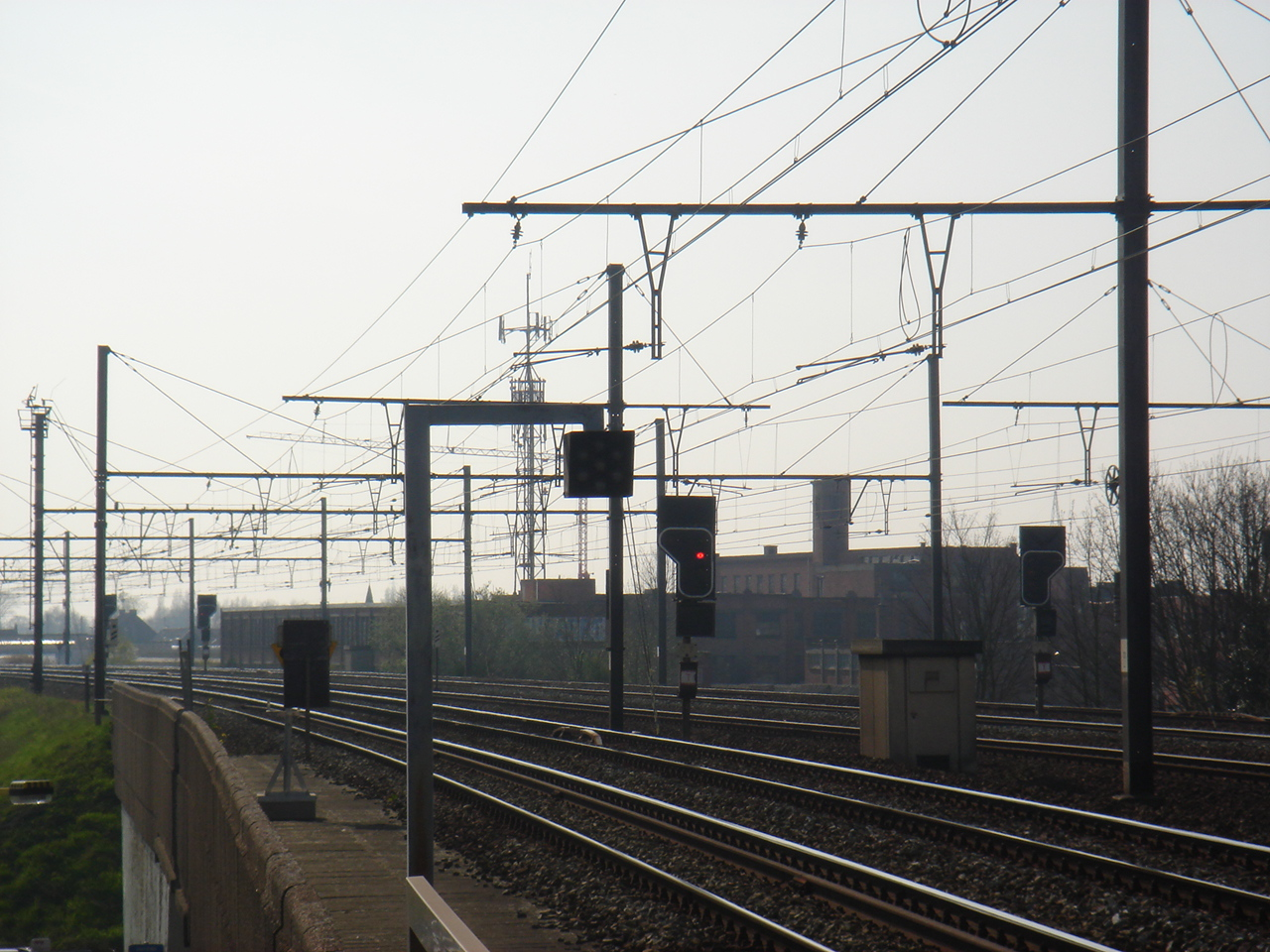
Een AVG-bakje in het station van Deinze.

Animatie van de AVG

Een AVG ("aanduider verrichtingen gedaan") is een Belgisch sein in de vorm van een vierkant bakje met 7 lampen (1 in het midden met 6 lampen eromheen) dat op het stationsperron staat dat om aan te geven dat de trein klaar is om te vertrekken na een stilstand. Met een speciale sleutel kan de treinbegeleider dit sein bedienen door een schakelaar op het perron om te draaien.
In het seinhuis weet de seingever dat de trein klaar is voor vertrek na het bedienen van dit sein.

## Vertrekprocedure
Voordat de trein vertrekt sluit de treinbegeleider alle deuren, behalve zijn eigen deur. Als alle andere deuren veilig gesloten zijn bedient de treinbegeleider een kastje op het perron en stapt hij weer op de trein. Na het bedienen van het kastje gaat, om aan de treinbestuurder aan te geven dat hij zich moet klaarhouden, de middelste lamp van het sein rood branden. Na 10 seconden gaat de rode lamp uit (op de Brusselse Noord-Zuidverbinding na 7 seconden) en gaan de 6 buitenste lampen wit-geel branden. De treinbegeleider sluit zijn deur, hierna mag de trein vertrekken.
Als het perron waarop de AVG staat een uitritsein heeft dan zal de AVG niet openkomen zolang dit sein op rood staat. De rode lamp op de AVG zal dan blijven branden. Brussel-Centraal is een uitzondering op deze regel. Daar kan de AVG wel openkomen als het sein gesloten is.
Deze AVG seinen werden reeds in stations met vernieuwde seininrichting verwijderd.  
Op 19/02/2023 is de hele vertrekprocedure door het nieuwe systeem LINDA  vervangen in alle Belgische stations en is het AVG sein buiten dienst.

## Problemen
Rond 2009 bleek dat de AVG voor onbevoegden eenvoudig te bedienen was. Dit omdat het sleutelgat uit een simpel vierkant bestond, wat het mogelijk maakte de AVG met simpele objecten of zelfs de hand te activeren. Vrijwel alle AVG-schakelaars zijn nu uitgerust met een dubbel ronde opening wat het voor onbevoegden zo goed als onmogelijk maakt de AVG te bedienen.